# 贝尼和卢瓦济
贝尼和卢瓦济（法語：Besny-et-Loizy，法語發音：[bɛni e lwazi]）是法国上法兰西大区埃纳省的一个市镇，位于该省中部，属于拉昂区。

## 地理
贝尼和卢瓦济（49°36'0"N, 3°34'54"E）面积9.76 平方千米，位于法国上法蘭西大區埃纳省，该省份为法国北部内陆省份，北起北部省，西接索姆省和瓦兹省，东临阿登省和马恩省，西南至塞纳-马恩省，东北部与比利时接壤。
与贝尼和卢瓦济接壤的市镇（或旧市镇、城区）包括：欧努瓦苏拉昂、塞尼莱比西、克雷皮、拉昂、维韦斯。

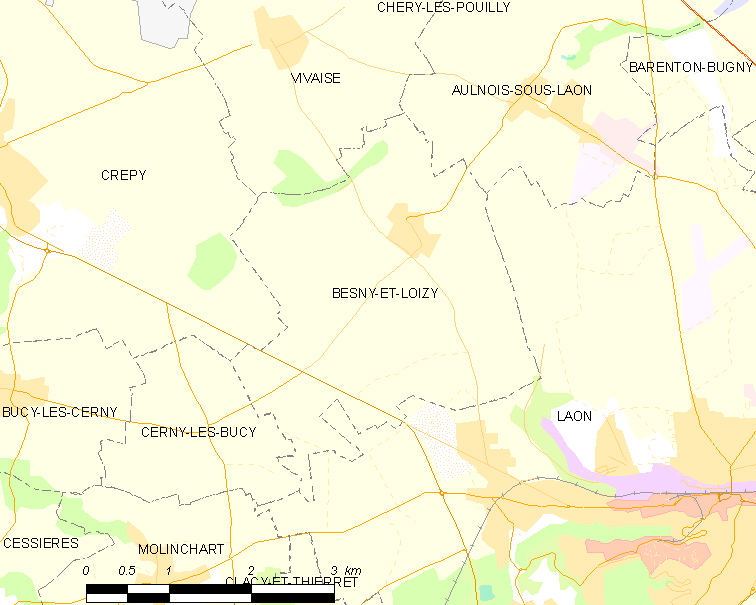
贝尼和卢瓦济的OSM定位图

贝尼和卢瓦济的时区为UTC+01:00、UTC+02:00（夏令时）。

## 行政
贝尼和卢瓦济的邮政编码为02870，INSEE市镇编码为02080。

## 政治
贝尼和卢瓦济所属的省级选区为拉昂第一县。

## 人口

1962-2008年间贝尼和卢瓦济人口变化图示

贝尼和卢瓦济于2022年1月1日时的人口数量为314人。